# Oligobrachia gracilis
Oligobrachia gracilis é uma espécie de anelídeo pertencente à família Siboglinidae.
A autoridade científica da espécie é Southward, tendo sido descrita no ano de 1978.
Trata-se de uma espécie presente no território português, incluindo a sua zona económica exclusiva.